# نفاذ (نحو)
النفاذ عند الأَخْفَشِ حَرَكَةُ هاءِ الوَصْلِ الَّتِي تكونُ للإضْمارِ ولم يَتَحَرَّكْ مِن حُروفِ الوَصْلِ غيرُها نحو فَتْحَةِ الهاءِ من قَوْل رَحَلَتْ سُمَيَّةُ غُدْوَةً أَحْمالَهَا.